# 伊勢物語肖聞抄
『伊勢物語肖聞抄』（いせものがたりしょうもんしょう）は、牡丹花肖柏による『伊勢物語』の注釈書。初稿本は文明9年（1477年）に成立した。宗祇の講義のノート（聞書）をもとにしたもので、肖柏自身の説はさほど付加されてはいない。宗祇の講義の聞書は、『伊勢物語宗長聞書』もあるが、本書とは同一ではなく、二書の関連が注目されている。本書は初稿本からも増補をされ続け、三訂本には三条西実隆の説も増補されている。延徳3年（1491年）本をもって一応の完成をみたと考えられている。